# Kaza (Indien)
Kaza (Hindi काजा, Kāzā) ist ein Ort im indischen Bundesstaat Himachal Pradesh und gleichzeitig das Verwaltungszentrum des Subdistrikts Spiti in Lahaul und Spiti.
Er liegt am östlichen Ufer des Flusses Spiti auf ca. 3600 m Höhe am Fuße des Parilungbi und kann sowohl von Rekong Peo, als auch von Manali erreicht werden. Seine Einwohnerzahl beträgt etwa 3200.
Mitte Juli findet in Kaza das mehrtägige Ladarcha Festival statt, welches zu den bedeutendsten Festivals in Himachal Pradesh zählt.
Von Kaza kann man den Oberlauf des Parechu und den Tsomoriri See über den Parang-La-Pass erreichen.